# Демиденко, Михаил Ефремович
Михаил Ефремович Демиденко (27 сентября 1904, д. Походовичи, Чериковский уезд, Могилёвская губерния — июль 1989, Омск) — советский партийный и государственный деятель, председатель Омского облисполкома (1953—1957).

## Биография
Родился в семье бедного крестьянина-белоруса.
В детские и юношеские годы занимался вместе с родителями земледелием. В 1925 г. окончил Чериковскую школу и уехал в Донбасс. В 1925—1927 гг. работал на угольной шахте № 13 пос. Ханженково. В ноябре 1927 г. переехал в Тюкалинский район Омского округа Сибирского края (ныне Омская область). Здесь был назначен секретарем Покровского сельского совета, а затем избран председателем этого совета.
Член ВКП(б) с 1929 г. В 1937 г. окончил Высшие курсы советского строительства при Центральном исполнительном комитете (ЦИК) СССР, в 1949 г. — Высшую партийную школу при ЦК ВКП (б).
- 1930—1931 гг. — инструктор Тюкалинского райколхозсоюза. Принимал активное участие в коллективизации и организации хлебозаготовок,
- 1931—1932 гг. — секретарь парткома совхоза Тюкалинский,
- 1932—1933 гг. — уполномоченный Тюкалинского молокоцентра,
- 1934—1935 гг. — заведующий земельным отделом Тюкалинского райисполкома,
- 1935 г. — в земельном управлении Омского облисполкома,
- 1938—1940 гг. — управляющий областной племзаготконторой, затем — начальник планово-финансового отдела земельного управления облисполкома,
- 1940—1942 гг. — председатель Ульяновского (Омского) райисполкома. Добился серьезных достижений в организации сельскохозяйственного

производства — осенью 1941 г. хозяйства района собрали 2 077 236 пудов хлеба, или на1 139330 пудов больше, чем в 1940 г. Многие колхозы получили урожай свыше 100 пудов зерна с 1 га,
- 1942—1946 гг. — заместитель председателя исполнительного комитета Омского областного Совета,
- 1949—1953 гг. — заместитель. первый заместитель председателя,
- 1953—1957 гг. — председатель исполнительного комитета Омского областного Совета. В этот период интенсивно осваивались целинные и залежные земли, начал действовать омский нефтезавод,
- 1957—1966 гг. — заведующий финансовым отделом исполнительного комитета Омского областного Совета.

Депутат Верховного Совета СССР 4-го созыва.
С 1966 г. на пенсии.
Похоронен на Старо-Северном кладбище Омска.

## Награды и звания
Награждён орденами Ленина (1957), Трудового Красного Знамени (1942), «Знак Почета» (1966).